# ژرمانیم تترافلوئورید
ژرمانیم تترافلوئورید (به انگلیسی: Germanium tetrafluoride) با فرمول شیمیایی GeF4 یک ترکیب شیمیایی با شناسه پاب‌کم 82215 است. که جرم مولی آن 148.60 g/mol می‌باشد. شکل ظاهری این ترکیب، گاز بی‌رنگ است.